# جونتر ريزن

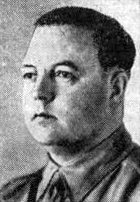
جونتر ريزن

غونتر ريزن ( كارل غونتر ريزن ) (23 سبتمبر 1892 - 5 أكتوبر 1951)  كان سياسيًا ألمانيًا شغل منصب عمدة مدينة كولونيا خلال الحقبة النازية.

## حياته قبل النازية
ولد ريزن في مدينة فروتسواف Breslau، التي كانت ضمن الإمبراطورية الألمانية (الآن فروتسواف، بولندا ). كان والده نائب رئيس Deutsche Reichsbahn (السكك الحديدية الإمبراطورية الألمانية) وكان من أصحاب الشأن الكبير في الإمبراطورية الألمانية وقد حصل على لقب مستشار السر (أمين السر). خدم جونتر ريزن في الحرب العالمية الأولى ودرس الاقتصاد والاقتصاد السياسي من عام 1919 حتى عام 1924 في مدينة كولونيا وتخرج بعدها عام 1922. 
كان جونتر ريسن متزوجًا من ابنة المنتج وصاحب المصانع الكولوني الغني أوتو بروجلمان.
كانت زوجة ريزن واسمها غريتِ، من أوائل الأعضاء في الحزب النازي في كولونيا. ريزن نفسه انضم إلى الحزب في عام 1932. وجد مسؤول الحزب النازي في مدينة كولونيا جوزيف جروهي أن ريزن لديه من الشخصية والصفات ما يؤهله لمناصب عالية بعد تمكن الحزب النازي من السيطرة على الحكم. 

## خلال الفترة النازية
بعد الانتخابات المحلية في كولونيا يوم الأحد، 12 مارس 1933، فاز الحزب النازي و حزب (جبهة الكفاح أسود - أبيض - أحمر) بالأغلبية المطلقة لأعضاء مجلس المدينة فقط لأنه تم إعلان بطلان أصوات الشيوعيين.
أعلن جوزيف جروهي عن عزل كونراد أديناور -الذي أصبح فيما بعد أول مستشار لألمانيا الغربية بعد الحرب - وتعيين جونتر ريزن عمدة لمدينة كولونيا بالإنابة.  في 4 أبريل 1933، بدأت الإجراءات التأديبية الرسمية ضد أديناور، واختتمت في 4 يونيو 1934 حيث قد تمت تبرئة أديناور من جميع التهم الموجه إليه.
عُرف عن ريزن أنه معادِ للسامية شأنه شأن باقي المسؤولين خلال الحقبة النازية. قبل بداية الحرب العالمية الثانية وتحديدا في العام 1936 خسر ريزن منصبه بسبب خرقه للوائح التنظيمية للحزب. ومع ذلك، تم تعيينه في عام 1938 كمدير إقليمي مسؤول عن منطقة ميرسيبورغ، وفي عام 1942 حصل على منصب رفيع في مدينة فروتسواف التي ولد فيها. في عام 1945 قام الحلفاء بطرده من منصبه وألغوا عنه استحقاقه للمعاش التقاعدي بعد التأكد من ارتباطه الوثيق بالحزب النازي وطُبق عليه برنامج اجتثاث النازية الذي كان يهدف لإزالة مخلفات النازية بعد الحرب العالمية الثانية.
توفي ريزن في بلدة روبيشتروت في عام 1951.

## المؤلفات
- والثر كيلي، رودولف فيرهاوس : Deutsche Biographische Enzyklopädie. KG Saur Verlag ، ميونيخ 1998 ،(ردمك 3-598-23168-7) .
- نصوص عن جونتر ريزن في فهرس مكتبة ألمانيا الوطنية  .